# حاجي موسي (مقاطعة ديواندرة)
حاجي موسی (بالفارسية: حاجی موسی) هي قرية تقع في قسم سارال الريفي (مقاطعة ديواندرة) في إيران. يقدر عدد سكانها بـ 92 نسمة بحسب إحصاء 2016.